# Liste der Biografien/Scheg
Liste der Biografien |
Portal Biografien |
Personensuche
# |
A |
B |
C |
D |
E |
F |
G |
H |
I |
J |
K |
L |
M |
N |
O |
P |
Q |
R |
S |
T |
U |
V |
W |
X |
Y |
Z |
?
 
Sa |
Sb |
Sc |
Sd |
Se |
Sf |
Sg |
Sh |
Si |
Sj |
Sk |
Sl |
Sm |
Sn |
So |
Sp |
Sq |
Sr |
Ss |
St |
Su |
Sv |
Sw |
Sy |
Sz
 
Sca–Sce |
Sch |
Sci–Scz
 
Scha |
Schc |
Schd |
Sche |
Schg |
Schi |
Schj |
Schk |
Schl |
Schm |
Schn |
Scho |
Schp |
Schr |
Schs |
Scht |
Schu |
Schv |
Schw |
Schy
 
Scheb |
Schec |
Sched |
Schee |
Schef |
Scheg |
Scheh |
Schei |
Schej |
Schek |
Schel |
Schem |
Schen |
Schep |
Scher |
Sches |
Schet |
Scheu |
Schev |
Schew |
Schex |
Schey
Die Liste der Biografien führt alle Personen auf, die in der deutschsprachigen Wikipedia einen Artikel haben. Dieses ist eine Teilliste mit 14 Einträgen von Personen, deren Namen mit den Buchstaben „Scheg“ beginnt.

## Scheg

### Schega
- Schega, Franz Andreas (1711–1787), Medailleur und Stempelschneider
- Schega, Lutz (* 1964), deutscher Sportwissenschaftler, Hochschullehrer
- Schega, Wolfgang (1915–2005), deutscher Chirurg
- Schegalkin, Iwan Iwanowitsch (1869–1947), russischer Logiker und Mathematiker
- Schegalow, Andrei Alexejewitsch (1964–2007), russischer Kameramann

### Schegg
- Schegg, Peter (1815–1885), deutscher römisch-katholischer Geistlicher, Theologe und Hochschullehrer
- Schegg, Ruedi (1946–2009), Schweizer Maler
- Scheggi, Paolo (1940–1971), italienischer Maler

### Schegi
- Schegietz, Norbert (* 1938), deutscher Fußballspieler

### Schegl
- Scheglanow, Anatoli Nikolajewitsch (1946–1999), sowjetischer Skispringer
- Scheglmann, Alphons Maria (1858–1937), Generalvikar in Regensburg
- Scheglmann, Sylva (* 1869), österreichische Kunsthistorikerin
- Schegloff, Emanuel (1937–2024), US-amerikanischer Soziologe

### Schegu
- Schegulla, Max (1918–2008), deutscher Bildhauer, Maler und Grafiker